# Bourg-Léopold
Bourg-Léopold (en néerlandais Leopoldsburg) est une commune néerlandophone de Belgique située en Région flamande dans la province de Limbourg. La commune est située en Campine.

## Sections de la commune

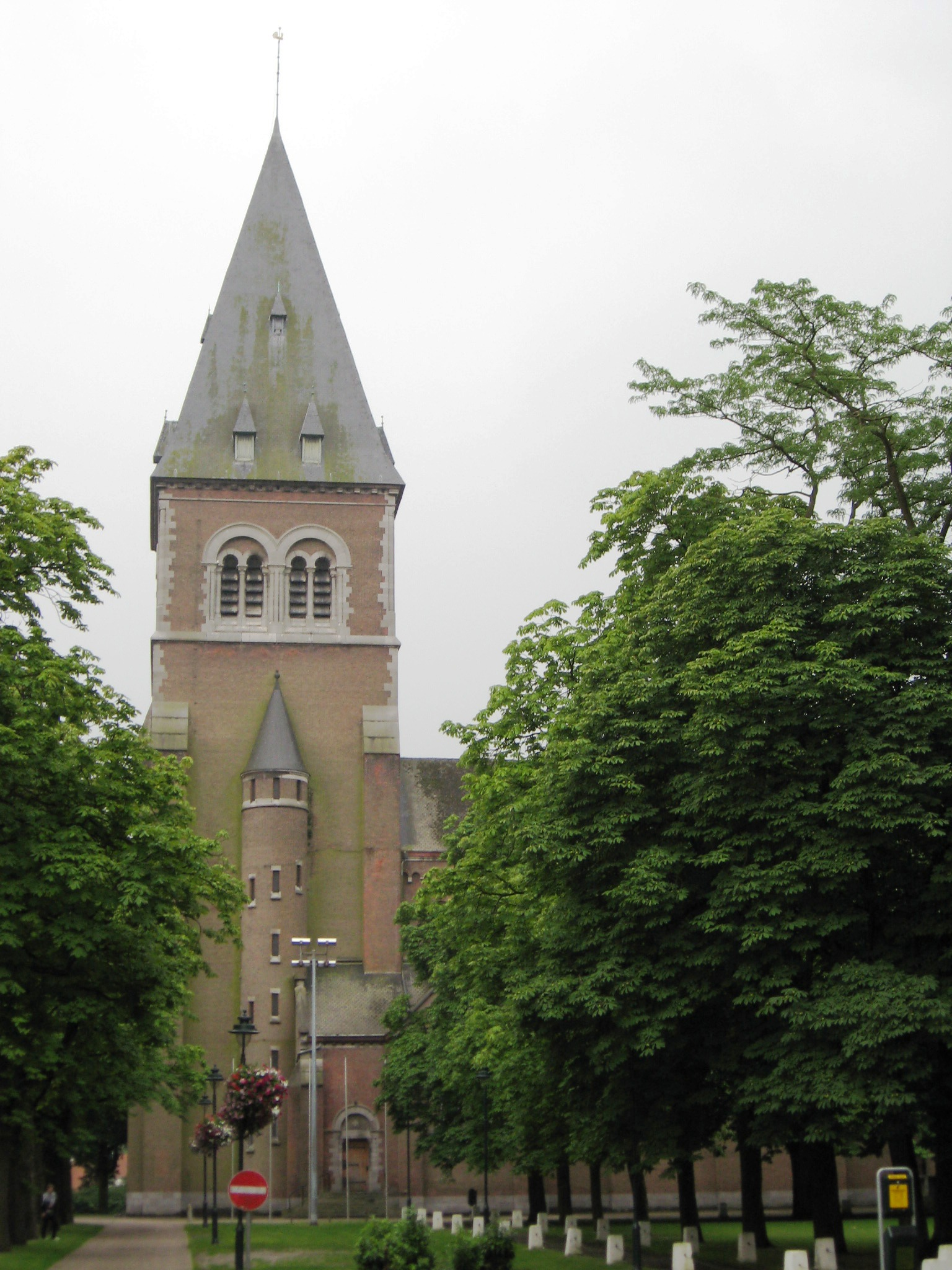
Église Notre-Dame de l'Assomption

| # | Section       | Superf. (km²) | Habitants (2020) | Habitants par km² | Code INS |
| - | ------------- | ------------- | ---------------- | ----------------- | -------- |
| 1 | Bourg-Léopold | 13,04         | 11.032           | 846               | 71034A   |
| 2 | Heppen        | 9,55          | 4.804            | 503               | 71034B   |

## Histoire
Bourg-Léopold est surtout connu pour sa caserne et son terrain d’entraînement de l’armée belge. Les installations ont été construites sur ordre de Léopold Ier en 1835 pour se défendre des troupes néerlandaises. Heppen et Bourg-Léopold faisaient d'abord partie de Beverloo. C’est pourquoi le camp fut aussi appelé camp de Beverloo. Après avoir été occupé par les armées allemandes de 1914 à 1918 et de 1940 à 1944, le camp est toujours, au XXIe siècle, une base importante de l'armée belge.
L’industrie en 1850 était composée d’une brasserie, d’un moulin à farine et d'une distillerie de genièvre. Plus tard sont arrivés une entreprise de fabrication de bougies, une entreprise de tabac et un port sur le canal. Le constructeur belge de voiture de sport de marque Edran est basé dans cette ville.
Depuis le 3 juin 2007, la ville a sa propre avenue Walk of Fame comme la ville d’Hollywood. Les personnages connus originaires de la ville possèdent désormais une étoile sur l’avenue Nicolaylaan (Filip Dewulf, Ingrid Berghmans, Marcel Vanthilt, Walter Grootaers, Liliane Vertessen, Dominique Deruddere, J.M.H. Berckmans, Leo Caerts et Chokri Mahassine).

## Héraldique
|  | La commune possède des armoiries qui lui ont été octroyées le 28 juin 1877 et à nouveau le 20 juillet 1989. Le village s'est développé autour d'un camp militaire fondé en 1835 par le roi Léopold Ier. En 1848, le camp fut supprimé et l'armée installée dans le village, qui devint une commune séparée en 1850. Les armoiries montrent le drapeau belge avec deux épées comme un rappel de la base de l'armée. Le chef montre le monogramme du roi Léopold Ier. Blasonnement : Tiercé en pal de sable, d'or et de gueules, à deux épées obliques d'argent avec la garde d'or sur tout; au chef de sinople chargé de deux lettres majuscules L adossées d'or surmontées de la couronne royale belge. (Traduction libre) - Délibération communale : 20 juillet 1989 - Arrêté de l'exécutif de la communauté : 8 décembre 1990 Source du blasonnement : Heraldy of the World. |

## Langue
Vu le caractère national de la caserne, la langue employée localement est le néerlandais classique contrairement à d’autres villes campinoises qui ont un dialecte plus local (Mol, Tessenderlo)

## Bourgmestres
- 1850 - 1871 : Hubert Vander Elst, libéral
- 1872 - 1873 : Herman Bijnens, libéral
- 1873 - 1885 : Henri Leonard, libéral
- 1885 - 1890 : Eloi Hellenbosch, catholique
- 1891 - 1898 : Henri Leonard, libéral
- 1898 - 1907 : Evarist Couwenbergh, libéral
- 1908 - 1920 : Marie-Joseph Jacobs, catholique
- 1923 - 1926 : Leonard Mees, libéral
- 1927 - 1938 : Louis Napoleon Lecocq, catholique
- 1939 - 1943 : Joseph Lecocq, catholique
- 1944 - 1945 : Frans Maris, catholique
- 1945 - 1947 : Victor Hartert, libéral
- 1947 - 1971 : Gaston Oeyen, catholique
- 1971 - 2000 : Door Steyaert, catholique
- 2000 - 2013 : Erwin Van Pée, socialiste
- 2013 - 2018 : Wouter Beke, catholique

## Démographie

### Évolution démographique: Avant la fusion des communes
- Source: DGS recensements population

### Évolution démographique de la commune fusionnée
Graphe de l'évolution de la population de la commune. Les données ci-après intègrent les anciennes communes dans les données avant la fusion en 1977.
- Source : DGS - Remarque: 1831 jusqu'à 1981=recensement; depuis 1990=nombre d'habitants chaque 1er janvier[3]